# Armando Merodio
Armando Merodio Pesquera (Barcelona, 23 de agosto de 1935-21 de junio de 2018) fue un futbolista español. Jugaba de delantero y su primer club fue el Barakaldo CF.

## Trayectoria
Hijo del pelotari Chiquito de Gallarta. A causa de la profesión paterna nació en Barcelona y vivió sus tres primeros años allí hasta que se fue a Bilbao. En Vizcaya, su primer contacto con el fútbol fue en el Santiago Apóstol. De ahí pasó por diversos equipos: Gallarta, Guecho y Barakaldo CF, en 1954. En marzo de 1956 fichó por el Athletic Club, en donde estuvo jugando hasta 1963. El 11 de marzo de 1956 debutó en una victoria por 2-1 ante el Atlético de Madrid.
Merodio marcó un hat-trick al Sporting de Gijón en la victoria de su equipo por 9-0 el Día de los Santos Inocentes de 1958; ese partido formó parte de una racha en la que el Athletic marcó 33 goles en cinco partidos, de los que Merodio anotó once. En el equipo vasco disputó 104 partidos y logró 39 goles en ocho temporadas.
En 1963 pasó a integrar el equipo del Real Murcia, en donde estuvo hasta 1965. En 1965 se marchó al Recreativo de Huelva, donde pasó una temporada. En 1966 se pasó a las filas de la SD Indautxu, donde colgó sus botas en el año 1967.

## Selección nacional
Ha sido internacional con la selección española sub-18.

## Clubes
| Club                 | País   | Año       |
| -------------------- | ------ | --------- |
| Barakaldo CF         | España | 1954-1956 |
| Athletic de Bilbao   | España | 1956-1963 |
| Real Murcia          | España | 1963-1965 |
| Recreativo de Huelva | España | 1965-1966 |
| SD Indautxu          | España | 1966-1967 |

## Palmarés
| Título                     | Club          | País   | Año     |
| -------------------------- | ------------- | ------ | ------- |
| Primera División de España | Athletic Club | España | 1955-56 |
| Copa del Generalísimo      | Athletic Club | España | 1956    |
| Copa del Generalísimo      | Athletic Club | España | 1958    |